# BACK TO THE BASIC〜The Very Best of RATS&STAR〜
『BACK TO THE BASIC〜The Very Best of RATS&STAR〜』（バック・トゥ・ザ・ベーシック ザ・ヴェリー・ベスト・オブ・ラッツ・アンド・スター）は、1996年7月20日に発売されたラッツ&スターの2枚目（シャネルズ時代から通算すると4枚目）のベスト・アルバム。

## 解説
- 1985年の活動休止以来、ラッツ&スター名義で11年ぶりに再集結をした[1]のをきっかけに発売された。ラッツ&スターのアルバムで唯一MDでも発売された。
- 再集結シングル「夢で逢えたら」を収録している。ブックレットには、大瀧詠一による序文と渡辺祐による1曲1曲のライナーノーツ、鈴木雅之のコメントが掲載。
- CDは2枚組で、1枚目がベスト盤、2枚目が8cmCDで代々木第一体育館での集結ライブ音源。MDは1枚にまとめられた形で発売された。
- ライブ盤は、ライブ開催時の一部の曲が除かれ、曲によっては2番の歌詞がカットされている曲もある。
- 2009年9月2日、Blu-spec CDにて鈴木雅之の"Martini"シリーズ『Martini Blend』とともに、再発された。

## 収録曲
作詞・作曲・編曲の名義は本作でのクレジットによるもので、初出時と一部異なる。
| #   | タイトル                               | 作詞                  | 作曲                 | 編曲                    |
| --- | -------------------------------------- | --------------------- | -------------------- | ----------------------- |
| 1.  | 「Introduction 〜BACK TO THE BASIC〜」 | -                     | -                    | -                       |
| 2.  | 「サマーナイト・トレイン」             | 売野雅勇              | 後藤次利             | 後藤次利                |
| 3.  | 「ランナウェイ」                       | 湯川れい子            | 井上大輔             | 井上大輔                |
| 4.  | 「トゥナイト」                         | 湯川れい子            | 井上大輔             | 井上大輔                |
| 5.  | 「街角トワイライト」                   | 湯川れい子            | 井上大輔             | 井上大輔                |
| 6.  | 「涙のスウィート・チェリー」           | 湯川れい子            | 井上大輔             | 井上大輔                |
| 7.  | 「ハリケーン」                         | 湯川れい子            | 井上大輔             | 井上大輔                |
| 8.  | 「憧れのスレンダー・ガール」           | 田代マサシ            | 鈴木雅之             | 村松邦男・ラッツ&スター |
| 9.  | 「胸さわぎのクリスマス」               | 田代マサシ            | 鈴木雅之             | ラッツ&スター           |
| 10. | 「Miss You」                           | 田代マサシ            | 鈴木雅之             | 村松邦男                |
| 11. | 「レディ・エキセントリック」           | 門谷憲二              | 和泉常寛             | 村松邦男・鈴木雅之      |
| 12. | 「め組のひと」                         | 麻生麗二              | 井上大輔             | 井上大輔・ラッツ&スター |
| 13. | 「Tシャツに口紅」                      | 松本隆                | 大瀧詠一             | 井上鑑                  |
| 14. | 「LOVERS NEVER SAY GOOD-BYE」          | JOHNSTON.T.-WILSON.P. | JOHNSON.T.-WILSON.P. | 村松邦男・ラッツ&スター |
| 15. | 「夢で逢えたら」                       | 大瀧詠一              | 大瀧詠一             | 松本晃彦                |

| 全編曲: 沢井原兒・FAMILY STONE。 |                                                  |                       |                     |
| #                                | タイトル                                         | 作詞                  | 作曲                |
| 1.                               | 「Introduction（街角トワイライト）」             | 湯川れい子            | 井上大輔            |
| 2.                               | 「涙のスウィート・チェリー」                     | 湯川れい子            | 井上大輔            |
| 3.                               | 「夢見る16歳」                                   | 佐藤善雄・桑野信義    | 鈴木雅之            |
| 4.                               | 「You'll Be Mine〜ランナウェイ」                 | 田代マサシ 湯川れい子 | 鈴木雅之 井上大輔   |
| 5.                               | 「街角トワイライト」                             | 湯川れい子            | 井上大輔            |
| 6.                               | 「トゥナイト」                                   | 湯川れい子            | 井上大輔            |
| 7.                               | 「め組のひと」                                   | 麻生麗二              | 井上大輔            |
| 8.                               | 「Tシャツに口紅〜Chaser (SHAMA LAMA DING-DONG)」 | 松本隆                | 大瀧詠一 MARK DAVIS |

## 曲解説
Disc 1
1. Introduction〜BACK TO THE BASIC〜
  - SEのみのトラックで、間を開けずに次のトラックに繋がる。
2. サマーナイト・トレイン
  - オリジナルと、1カ所だけ歌詞が異なる[2]。
3. ランナウェイ
  - 1984年発売のアルバム『14 CARATS』バージョン。
4. トゥナイト
  - 1984年発売のアルバム『14 CARATS』バージョン。
5. 街角トワイライト
6. 涙のスウィート・チェリー
7. ハリケーン
8. 憧れのスレンダー・ガール
9. 胸さわぎのクリスマス
  - 初のCD化。
10. Miss You
11. レディ・エキセントリック
  - 初のCD化。
12. め組のひと
13. Tシャツに口紅
14. LOVERS NEVER SAY GOOD-BYE
  - プロデュース：目黒育郎、Lead Vocal：田代マサシ&鈴木雅之
  - Oldiesグループ「The Flamingos[3]」のカバー曲。シャネルズ時代最後のアルバム『DANCE! DANCE! DANCE!』収録曲
15. 夢で逢えたら
  - 新曲。

Disc 2
1. Introduction（街角トワイライト）
  - 冒頭のア・カペラのみ。
2. 涙のスウィート・チェリー
3. 夢見る16歳
4. You'll Be Mine〜ランナウェイ
  - メドレー。「You'll Be Mine」は原曲自体がア・カペラだが、「ランナウェイ」もア・カペラにアレンジされている。
5. 街角トワイライト
  - 冒頭のア・カペラが入らない。
6. トゥナイト
7. め組のひと
8. Tシャツに口紅〜Chaser （SHAMA LAMA DING-DONG）
  - 「SHAMA LAMA DING-DONG」はイントロのみでフェードアウトする。